# Jeroen van Eck
Jeroen van Eck (Leuth, 14 mei 1993) is een Nederlands mountainbiker die zich gespecialiseerd heeft in het onderdeel Cross-country eliminator (XCE). Hij werd in 2024 wereldkampioen en is tweevoudig winnaar van de XCE wereldbeker, tweemaal Europees Kampioen en viermaal Nederlands Kampioen geworden. Daarnaast werd hij Nederlands Kampioen op de elektronische mountainbike (E-MTB).

## Biografie
Van Eck werd op de Europese kampioenschappen mountainbike 2015 in het Italiaanse Chies d'Alpago Europees kampioen Cross-country eliminator (XCE). In 2017 won hij op het EK in het Italiaanse Darfo Boario een bronzen medaille op dit onderdeel. Van Eck is viervoudig nationaal kampioen en in 2018 won hij het eindklassement van de World Cup Eliminator. In 2019 won hij het eerste Nederlandse Kampioenschap elektronische mountainbike. In 2021 werd Van Eck in Novi Sad  voor de tweede keer Europees kampioen Cross-country eliminator. Ook won hij in 2021 voor de tweede keer het eindklassement van de World Cup Eliminator.
Van Eck reed zes jaar voor de ploeg van (Gert) Stappenbelt-Specialized, waarna hij zelfstandig verder ging. Dat betekent zelf sponsoren en materiaalleveranciers vinden, zelf reizen boeken en geschikte trainingslocaties vinden, en zelf je fiets mechanisch op orde houden. Hij werd daarbij ondersteund door zijn vader, vriendin en zijn trainer Guido Vroemen. Drie jaar later trad van Eck toe tot CST PostNL Bafang, het mountainbike team van Bart Brentjens. Het jaar daarop ging hij rijden bij het Ghost Gravity Team.

## Cross-country eliminator (XCE)
| Seizoen | Wereldbeker                                      | WK   | EK  | NK     | Overige                          | Totaal aantal zeges |  |
| ------- | ------------------------------------------------ | ---- | --- | ------ | -------------------------------- | ------------------- |  |
| 2014    |                                                  | 19e  | 4e  | Zilver | Rotterdam                        | 1                   |  |
| 2015    |                                                  | 26e  | ↑   | Goud   | Antwerpen                        | 3                   |  |
| 2016    |                                                  | 21e  | 18e | 4e     | Waregem                          | 1                   |  |
| 2017    |                                                  |      | ↑   | Goud   |                                  | 1                   |  |
| 2018    | Columbus, Congonhas, eindklassement              | 4e   | 24e | Goud   | Waregem, Valkenswaard, Goudsberg | 6                   |  |
| 2019    | Barcelona, 3e in eindklassement                  | 11e  | 6e  | Goud   |                                  | 2                   |  |
| 2020    | Waregem, Barcelona, 1e afgebroken eindklassement | 9e   | ↑   |        |                                  | 2                   |  |
| 2021    | Valkenswaard, Barcelona, eindklassement          |      | ↑   |        |                                  | 3                   |  |
| 2022    |                                                  | 5e   |     |        |                                  | 0                   |  |
| 2023    |                                                  |      |     |        |                                  | 0                   |  |
| 2024    |                                                  | Goud |     |        |                                  | 1                   |  |
|         |                                                  |      |     |        |                                  |                     |  |
| Totaal  | 7 (2x eindklassement)                            | 1    | 2   | 4      | 6                                | 20                  |  |

## Cross-country (XCO)
| Seizoen | Wereldbeker | WK | EK | NK     | Overige | Totaal aantal zeges |  |
| ------- | ----------- | -- | -- | ------ | ------- | ------------------- |  |
| 2011    |             |    |    | Brons  |         |                     |  |
|         |             |    |    |        |         |                     |  |
| 2013    |             |    |    | Brons  |         |                     |  |
| 2014    |             |    |    | 4e     |         |                     |  |
| 2015    |             |    |    | Brons  |         |                     |  |
|         |             |    |    |        |         |                     |  |
| 2020    |             |    |    | Zilver |         |                     |  |
|         |             |    |    |        |         |                     |  |
| Totaal  | 0           | 0  | 0  | 0      | 0       | 0                   |  |

Groen = Junioren, onder 19
Geel = Beloften, onder 23

## Cross-country short circuit (XCC)
| Seizoen | Wereldbeker | WK | EK | NK | Overige                          | Totaal aantal zeges |  |
| ------- | ----------- | -- | -- | -- | -------------------------------- | ------------------- |  |
| 2020    |             |    |    |    | Waregem, Barcelona               | 2                   |  |
| 2021    |             |    |    |    | Leuven, Oudenaarde, Valkenswaard | 3                   |  |
|         |             |    |    |    |                                  |                     |  |
| Totaal  | 0           | 0  | 0  | 0  | 2                                | 5                   |  |

## E-MTB XC
| Seizoen | Wereldbeker        | WK  | EK | NK   | Overige   | Totaal aantal zeges |  |
| ------- | ------------------ | --- | -- | ---- | --------- | ------------------- |  |
| 2019    |                    |     |    | Goud | Catalonië | 2                   |  |
| 2020    |                    | 7e  |    |      |           | 0                   |  |
| 2021    | Costa Brava-Girona | 14e |    |      |           | 1                   |  |
|         |                    |     |    |      |           |                     |  |
| Totaal  | 1                  | 0   | 0  | 1    | 1         | 3                   |  |